# ورلاوکیا
ورُلاوِکیا (به ایتالیایی: Verolavecchia) یک کومونه در ایتالیا است که در استان برشا واقع شده‌است. ورلاوکیا ۲۰ کیلومتر مربع مساحت و ۳٬۹۰۴ نفر جمعیت دارد.